# Língua estrangeira

Uma língua estrangeira é "um idioma não falado pela população de um determinado local, por exemplo, não apenas o Inglês, mas também o japonês antigo tardio são uma língua estrangeira no Japão". É também uma língua não falada no país de uma pessoa referida, ou seja, um falante de inglês que vive no Japão pode dizer que Japonês é uma língua estrangeira para ele ou ela. Estas duas caracterizações não esgotam as possíveis definições, porém, o rótulo é ocasionalmente aplicado em formas que são diversas vezes enganosa ou factualmente incorretas. Ou seja, uma língua estrangeira é aquela que não é falada pelo país/local/região.

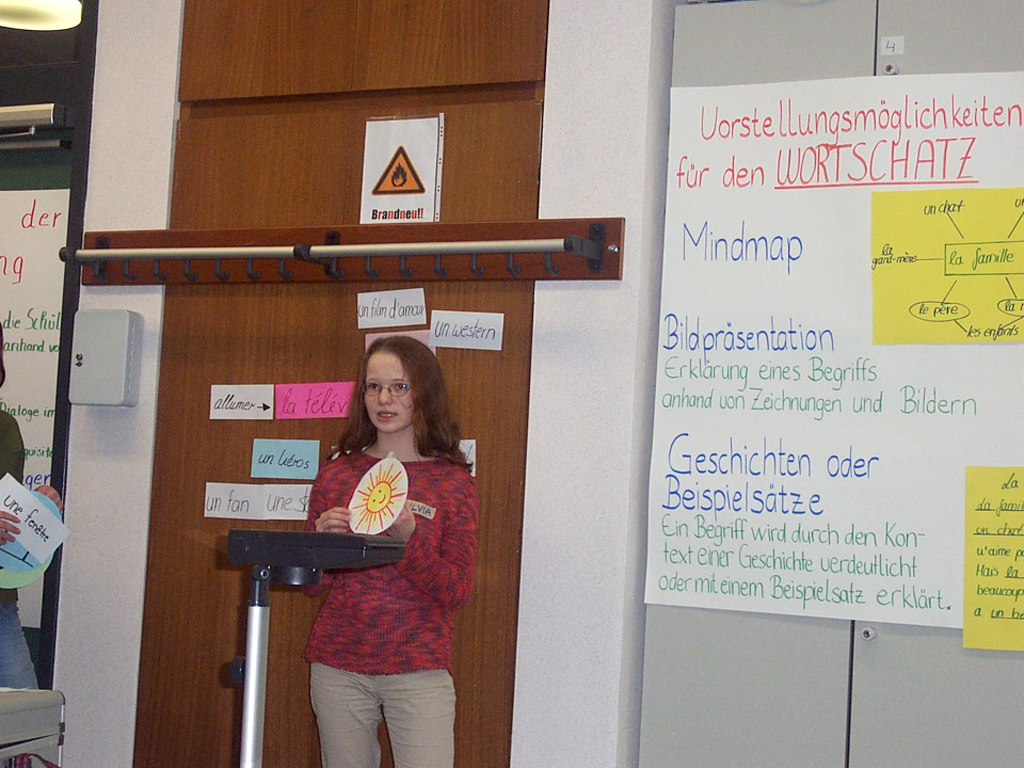
Estudante alemã aprendendo francês

Segundo PUPP (2006), 'como linguistas, confrontamo-nos frequentemente com os conceitos Língua Materna, Segunda Língua e Língua Estrangeira, muitas vezes sem nos darmos conta, de quão peculiares são esses termos e de quão específicas e difíceis são suas definições. A eles estão ligados outros tantos conceitos e pressupostos, como a própria definição do que é língua e a reflexão metodológica do ensino de uma língua.'
O termo "estrangeiro (a)" provém da palavra francesa étranger, cuja origem deriva do latim extraneus e desde a sua origem etimológica significa "o que é de fora, desconhecido, não familiar", sendo importante levá-lo em consideração a fim de entendermos os matizes do conceito de língua estrangeira.
Desse modo, uma língua estrangeira é uma língua que não é a materna de uma pessoa, que deve aprendê-la a fim de obter certo domínio sobre a mesma – o que pode ser feito de diferentes modos: pela via escolar, através de cursos e estágios, por meio de manuais, métodos multimídia ou por imersão linguística, entre outros.
Algumas crianças aprendem a língua de seus pais, mesmo não sendo a língua natal: são crianças bilíngues. Para essas crianças nenhuma das línguas aprendidas será estrangeira, ainda que a de seus pais seja considerada estrangeira em seu país natal. Por exemplo, uma criança aprende Inglês com sua mãe inglesa e na escola japonesa no Japão pode falar Inglês e Japonês, mas também não é uma língua estrangeira para ela.
Assim como a aquisição da Língua Materna é uma parte integrante da formação do conhecimento de mundo do indivíduo – junto à competência linguística se adquirem também os valores pessoais e sociais, sendo um fator identitário – de igual modo, a aquisição de uma Segunda Língua ou de uma Língua Estrangeira se assemelha pelo fato de serem desenvolvidas por indivíduos que já possuem habilidades linguísticas de fala, isto é, por alguém que possui outros pressupostos cognitivos e de organização do pensamento.
O grau de domínio de uma determinada língua estrangeira pode ser um importante critério de recrutamento nas empresas, sobretudo nas internacionais, onde o multilinguismo dos seus funcionários se faz necessário.
No âmbito da LDB – Lei de Diretrizes e Bases da Educação Nacional, o ensino de Língua Estrangeira recuperou, de alguma forma, a importância que durante muito tempo lhe foi negada. Considerado muitas vezes como algo pouco relevante, adquiriu status fundamental, do ponto de vista da formação do indivíduo.
Integradas à área de Linguagens, Códigos e suas Tecnologias, as Línguas Estrangeiras assumem a condição de ser parte indissolúvel do conjunto de conhecimentos essenciais que permitem ao estudante aproximar-se de várias culturas e, consequentemente, propiciam sua integração em um mundo globalizado.

## Ligações Externas
- É preciso ir além do ensino para inglês ver